# جواکوین (تگزاس)
جواکوین، تگزاس (به انگلیسی: Joaquin, Texas) یک شهر در ایالات متحده آمریکا با جمعیت ۹۲۵ نفر است که در تگزاس واقع شده‌است.

## موقعیت جغرافیایی
موقعیت جغرافیایی شهرها و مناطق اطراف به شرح زیر است: